# Armianski (Txernígovskoie)
|  | Per a altres significats, vegeu «Armianski». |

Armianski - Армянский (rus) - és un khútor del krai de Krasnodar, a Rússia. Es troba als vessants septentrionals del Caucas occidental, a la vora esquerra del riu Pxekha, a 25 km al sud d'Apxeronsk i a 111 km al sud-est de Krasnodar, la capital.
Pertany al municipi de Txernígovskoie.